# Sibdon Carwood
Sibdon Carwood est une paroisse civile et un village du Shropshire, en Angleterre.